# Chiromantis
A Chiromantis a kétéltűek (Amphibia) osztályába, a békák (Anura) rendjébe és az evezőbékafélék (Rhacophoridae) családjába tartozó nem. A nembe tartozó fajok Fekete-Afrika trópusi területein honosak. A Chen és munkatársai által 2020-ban elvégzett molekuláris genetikai vizsgálatok alapján a korábban a Chiromantis nembe tartozó ázsiai fajokat átsorolták a felújított Chirixalus nembe. A Chiromantis fajok jellegzetessége, hogy petéiket a talajra, habfészkekbe helyezik.

## Rendszerezés
A nembe az alábbi fajok tartoznak:
- Chiromantis kelleri Boettger, 1893
- Chiromantis petersii Boulenger, 1882
- Chiromantis rufescens (Günther, 1869)
- szürke famászóbéka (Chiromantis xerampelina) Peters, 1854